# Exoprosopa arenicola
Exoprosopa arenicola är en tvåvingeart som beskrevs av Johnson 1959. Exoprosopa arenicola ingår i släktet Exoprosopa och familjen svävflugor.
Artens utbredningsområde är Utah. Inga underarter finns listade i Catalogue of Life.